# 祝阿郡
祝阿郡，中国十六国南北朝时设置的郡。
后赵建武元年（335）石虎分济南郡置祝阿郡，治所在祝阿县（今山东省济南市长清区东北、齐河县东南8公里小周镇）。下辖祝阿县。辖境约当今山东齐河东部、长清北部、济南市西郊北部。属青州。前燕废除。刘宋在祝阿县侨置太原郡。